# Robert L. Stewart
Pour les articles homonymes, voir Robert Stewart et Stewart.
Robert Lee Stewart, dit Bob Stewart, est un astronaute américain né le 13 août 1942 à Washington DC (États-Unis).

## Biographie
Né le 13 août 1942 à Washington, il est marié et a deux enfants.

## Études
En 1960 il obtient son diplôme à l'école secondaire de Hattiesburg, au Mississippi.
Il obtient un baccalauréat ès sciences en mathématiques à l'université de Mississippi en 1964 et une maîtrise ès sciences en aérospatial à l'université d'Arlington au Texas en 1972.

## Carrière
Robert L. Stewart s'engage dans l'Armée américaine en 1964. Il acquiert une expérience militaire et civile sur 38 différents types d'avions et d'hélicoptères.

## Vols réalisés

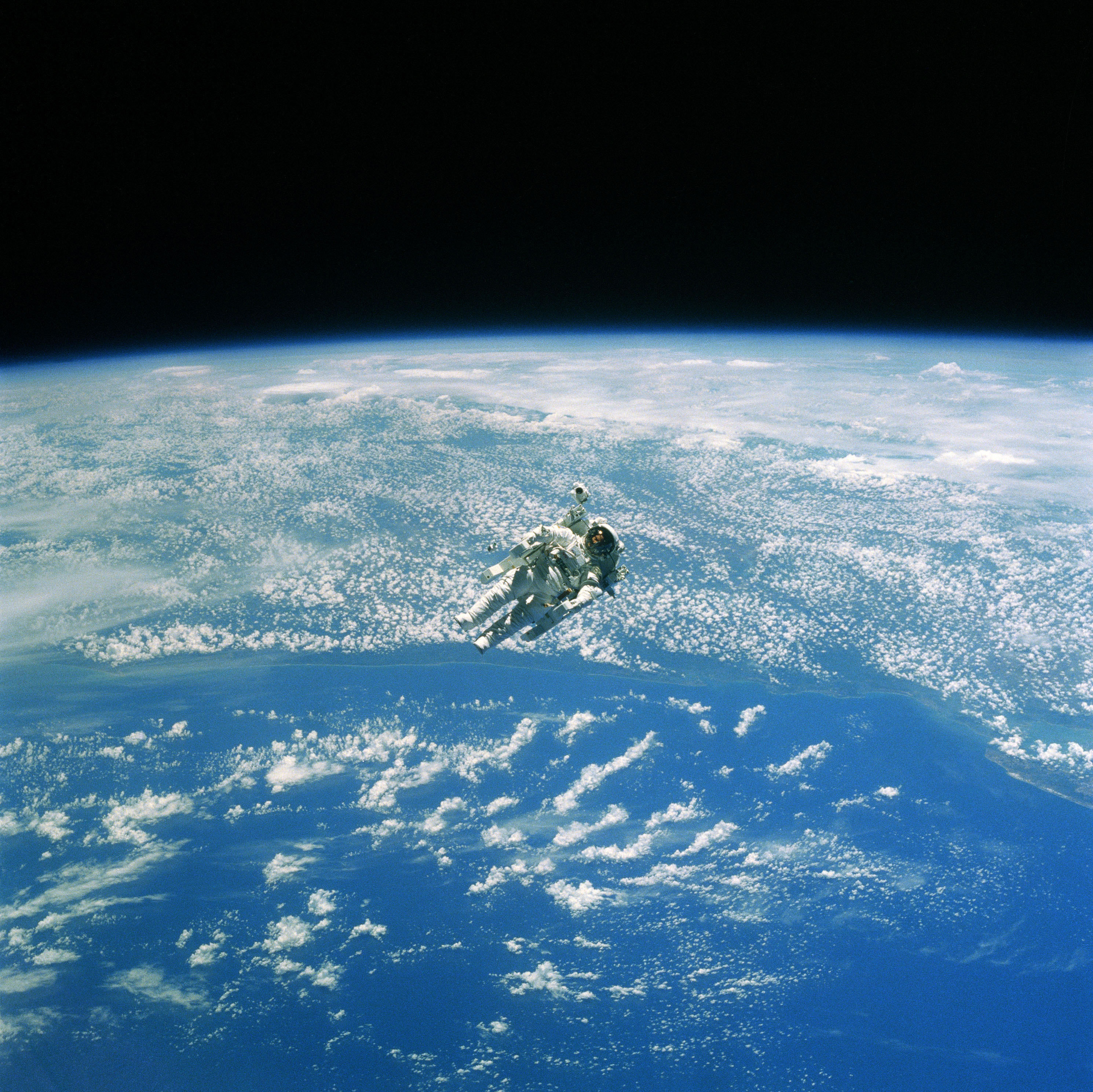
Stewart, lors de la mission STS-41-B

### 3 février 1984:Challenger(STS-41-B)
Durant de cette mission, Stewart a expérimenté pour la première fois le MMU, un système de propulsion permettant aux astronautes de se déplacer de manière autonome dans le vide, lors d'une EVA effectuée en compagnie de Bruce McCandless. Le vol dure 7 jours, 23 heures et 15 minutes.

### 3 octobre 1985:Atlantis(STS-51-J)
Pour le vol inaugural de cette nouvelle navette, il occupe le poste de spécialiste en compagnie de deux autres camarades comme dans la précédente mission. Le commandant et le pilote occupent les deux autres postes de l'équipage. La mission dure 4 jours, 1 heure et 45 minutes.